# Emanuel Brunnhofer
Emanuel Brunnhofer (* 8. Juni 1817; † 15. Mai 1882) war ein Schweizer Lehrer und Lithograf.
Nachdem er 1835 die Wahlfähigkeitsprüfung für Gemeindeschullehrer im Aargau und im Jahr darauf die für Baselland bestanden hatte, erhielt er eine Lehrerstelle in Hemmiken. 1841 kam er nach Ramlinsburg. Dort begründete er, um seine Familie besser durchbringen zu können, eine Lithografie.
1846 wurde ihm eine Lehrstelle in Aarau übertragen. Sein Kunsthandwerk führte er hauptsächlich mit Arbeiten für Industrielle fort.